# Desmacella vicina
Desmacella vicina är en svampdjursart som beskrevs av Schmidt 1870. Desmacella vicina ingår i släktet Desmacella och familjen Desmacellidae. Inga underarter finns listade i Catalogue of Life.